# NGC 1560
NGC 1560 est une galaxie spirale (magellanique ?) vue par la tranche et située dans la constellation de la Girafe à environ 11 millions d'années-lumière de la Voie lactée. NGC 1560 a été découverte par l'astronome allemand Wilhelm Tempel en 1883. Notons que plusieurs sources (LEDA, Wikipédia anglais, etc.) identifient incorrectement NGC 1560 à IC 2062.

## Caractéristiques
La classe de luminosité de NGC 1560 est IV et elle présente une large raie HI. Elle renferme des régions d'hydrogène ionisé.
En raison d'une brillance de surface égale à 14,32 mag/am2, on peut qualifier NGC 1560 de galaxie à faible brillance de surface (LSB en anglais pour low surface brightness). Les galaxies LSB sont des galaxies diffuses (D) avec une brillance de surface inférieure de moins d'une magnitude à celle du ciel nocturne ambiant.

## Morphologie
NGC 1560 a été utilisée par Gérard de Vaucouleurs comme une galaxie de type morphologique Sd/Sm sp dans son atlas des galaxies,.

## Distance de NGC 1560 et groupe d'IC342/Maffei
Étant donné la proximité de NGC 1560, l'évaluation de sa distance par la méthode du décalage vers le rouge donne des résultats incorrects. D'ailleurs, NGC 1560 s'approche de la Voie lactée à une vitesse radiale de 36km/s. Donc, il faut utiliser d'autres méthodes pour évaluer sa distance. De nombreuses mesures basées sur ces autres méthodes donnent une distance de 3,246 ± 0,651 Mpc (∼10,6 millions d'al).  Étant donné cette proximité, on pourrait penser que cette galaxie est un membre du Groupe local, mais ce n'est pas le cas. En fait NGC 1560, ainsi que IC 342, NGC 1569, UGCA 92 et UGCA 105 sont des galaxies du groupe IC342/Maffei, un groupe voisin du Groupe local. On peut ajouter à ces 5 galaxies la galaxies UGCA 86 mentionnée dans un article publié par A.M. Garcia en 1993, ainsi qu'une douzaine d'autres petites galaxies.